# Даблин (округ)
Округ Даблин (енгл. County Dublin, ир. Contae Átha Cliath) је један од 32 историјска округа на острву Ирској, смештен у његовом источном делу, у покрајини Ленстер. Седиште округа је град Даблин, уједно и главни град државе.
1994. године округ Даблин је због свом бројног становништва и великог значаја подељен на четири ужа округа: 
- Градски округ Даблин
- Округ Дан Лири-Ратдаун
- Округ Јужни Даблин
- Округ Фингал.

Сва четири округа данас чини тзв. Даблинску регију.

## Положај и границе округа
Округ Даблин се налази у источном делу ирског острва и Републике Ирске и граничи се са:
- север: округ Мид,
- исток: Ирско море,
- југ: округ Виклоу,
- запад: округ Килдер.

## Природни услови
Даблин је по пространству један од најмањих ирских округа - заузима 30. место међу 32 округа.
Рељеф: Већи део округа Даблин је равничарско подручје, 0-50 метара надморске висине, посебно у средини и на северу. Јужни део брежуљкаст, да би на крајњем југу постао планински - планина Кипур Мест, висине 757 м.
Клима Клима у округу Даблин је умерено континентална са изразитим утицајем Атлантика и Голфске струје. Стога град одликује блага и веома променљива клима.
Воде: Округ Даблин излази дугом обалом на Ирско море. На месту ушћа реке Лифи образовао се пространи естуар, који је веома добра природна лука и погодан за насељавање. Најважнија река у округу Даблин је Лифи, која протиче кроз Даблин и ту се улива у море.

## Становништво
По подацима са Пописа 2011. године на подручју округа Даблин живело је преко 1,2 милиона становника, већином етничких Ираца, али и доста страних усељеника. Ово је за 4 пута више него на Попису 1841. године, пре Ирске глади и великог исељавања Ираца у Америку. Последње три деценије број становника округа расте по стопи од близу 1% годишње.
Густина насељености - Округ Даблин има густину насељености од преко 1.370 ст./км², што је вишеструко више од државног просека (око 60 ст./км²). Цео округ је добро насељен, а посебно средишњи, који чини потпуно повезана изграђена целина Даблина.
Језик: У целом округу се равноправно користе енглески и ирски језик.